# Bayesovská síť

Příklad Bayesovské sítě s popisem jednotlivých pravděpodobnostních závislostí.

Bayesovská síť (BN, anglicky Bayesian Network) je pravděpodobnostní model, který využívá grafovou reprezentaci pro zobrazení pravděpodobnostních vztahů mezi jednotlivými jevy. Využívá se pro určení pravděpodobnosti určitých jevů přičemž vychází ze základu teorie pravděpodobnosti.
Bayesovská síť je acyklický orientovaný graf, kde každý uzel odpovídá jedné náhodné veličině, přičemž každý graf typicky obsahuje několik veličin/uzlů.
Všechny veličiny v grafu se vztahují k neznámému jevu, přičemž každá veličina je reprezentována jedním uzlem a hrany (neboli vztahy) mezi uzly zobrazují pravděpodobnostní závislost mezi vybranými veličinami. Tyto závislosti se obvykle vypočítávají na základě statistických metod.
Obecně se bayesovské sítě používají pro modelování napříč různými oblastmi, podporu rozhodování a výpočet pravděpodobnosti.

## Historie
Termín „bayesovská síť“ byl užit poprvé ve 80. letech 20. století Judea Pearlem. Vzestup popularity v užívání bayesovských sítí nastal s rozmachem počítačů v 80. letech 20. století.

## Aplikace
V současné době existují počítačové aplikace pro zobrazování bayesovských sítí:
- dVelox
- Hugin
- Netica
- System Modeler

Ale zobrazování není ta nejdůležitější a nejpodstatnější aplikace bayesovských sítí.